# 축구의 포지션

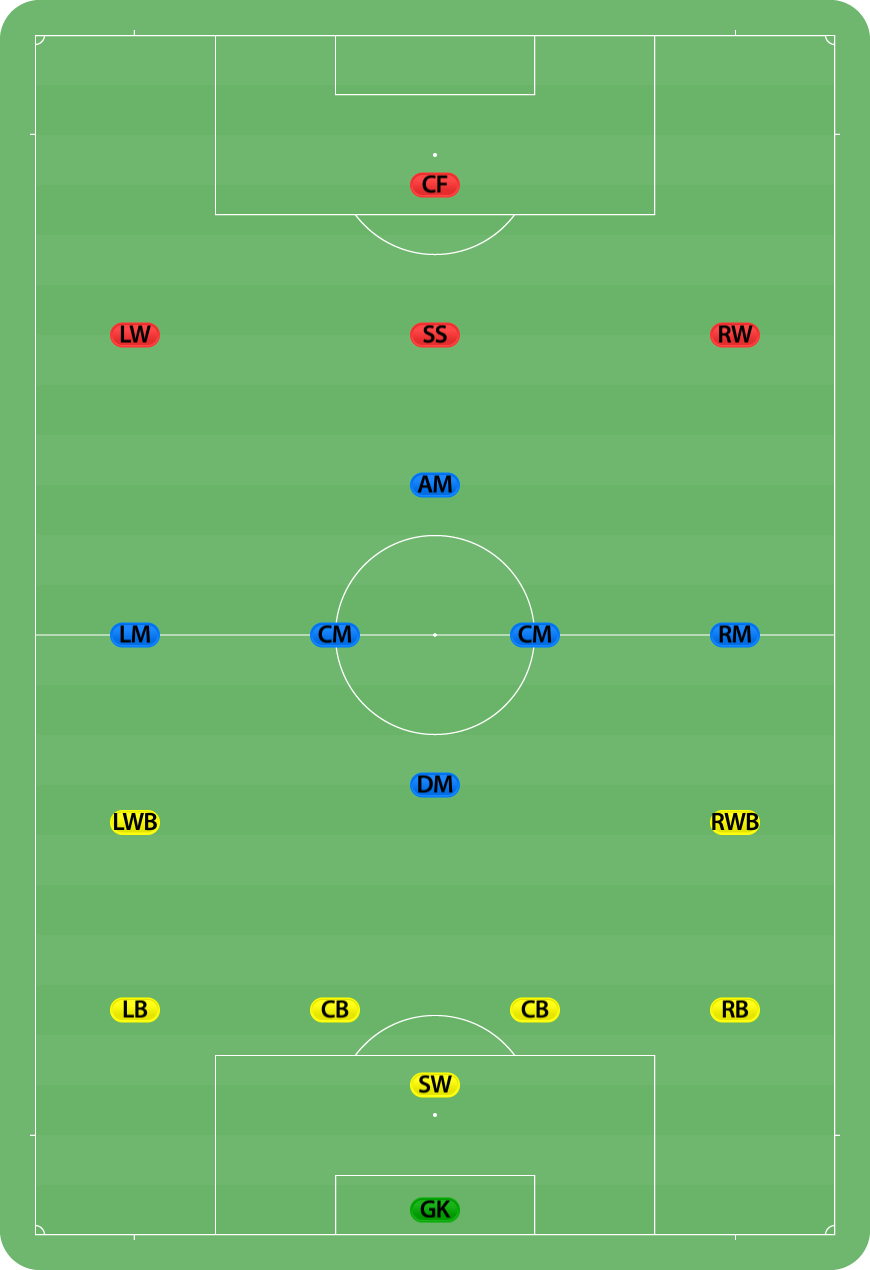
모든 포지션. 주(註): 중앙 공격수(CF)는 스트라이커(ST)로 교체할 수 있다. 일반적인 약어 사용.

축구의 포지션(Association football positions)은 각 팀 11명의 선수가 팀 전술을 수행하기 위해 배치받은 축구장에서의 위치를 말한다. 각 팀은 한 명의 골키퍼와 10명의 아웃필드 선수로 구성되는데, 이 선수들은 포메이션에 따라 수비수, 미드필더, 공격수로 나뉜다. 포지션으로 각 선수들이 배정받은 위치와 역할을 알 수 있다. 경기의 수준이 높아짐에 따라, 수많은 전술과 포메이션이 개발되었고, 그에 사용되는 포지션의 이름과 역할 또한 늘어나게 되었다.
매우 유동적인 현대 축구에서 포지션은 럭비나 미식 축구처럼 절대적인 것이 아니다. 하지만 포지션에 따라 필요한 능력이 다르기 때문에, 축구선수들은 경력의 대부분을 특정 포지션을 전담하며 보낸다. 이러한 가운데 여러 포지션을 능숙하게 소화할 수 있는 선수를 "유틸리티 플레이어"라고 한다.
그러나, 토털사커 전술에서 포지션은 큰 의미를 가지지 않는다. 이 전술은 공격과 수비의 제한을 크게 두지 않으므로, 골키퍼도 가능하고 모든 포지션을 수행할 수 있었던 루드 굴리트와 같은 다재다능한 선수를 필요로 하기 때문이다.
또한 축구의 포지션에 따라 유니폼의 등번호가 달라지는데 주전 선수가 후보 선수보다 앞번호를 받으며 수비쪽의 비중이 높은 포지션일수록 앞번호를 등번호로 받는게 일반적이다.

## 골키퍼 (GK)

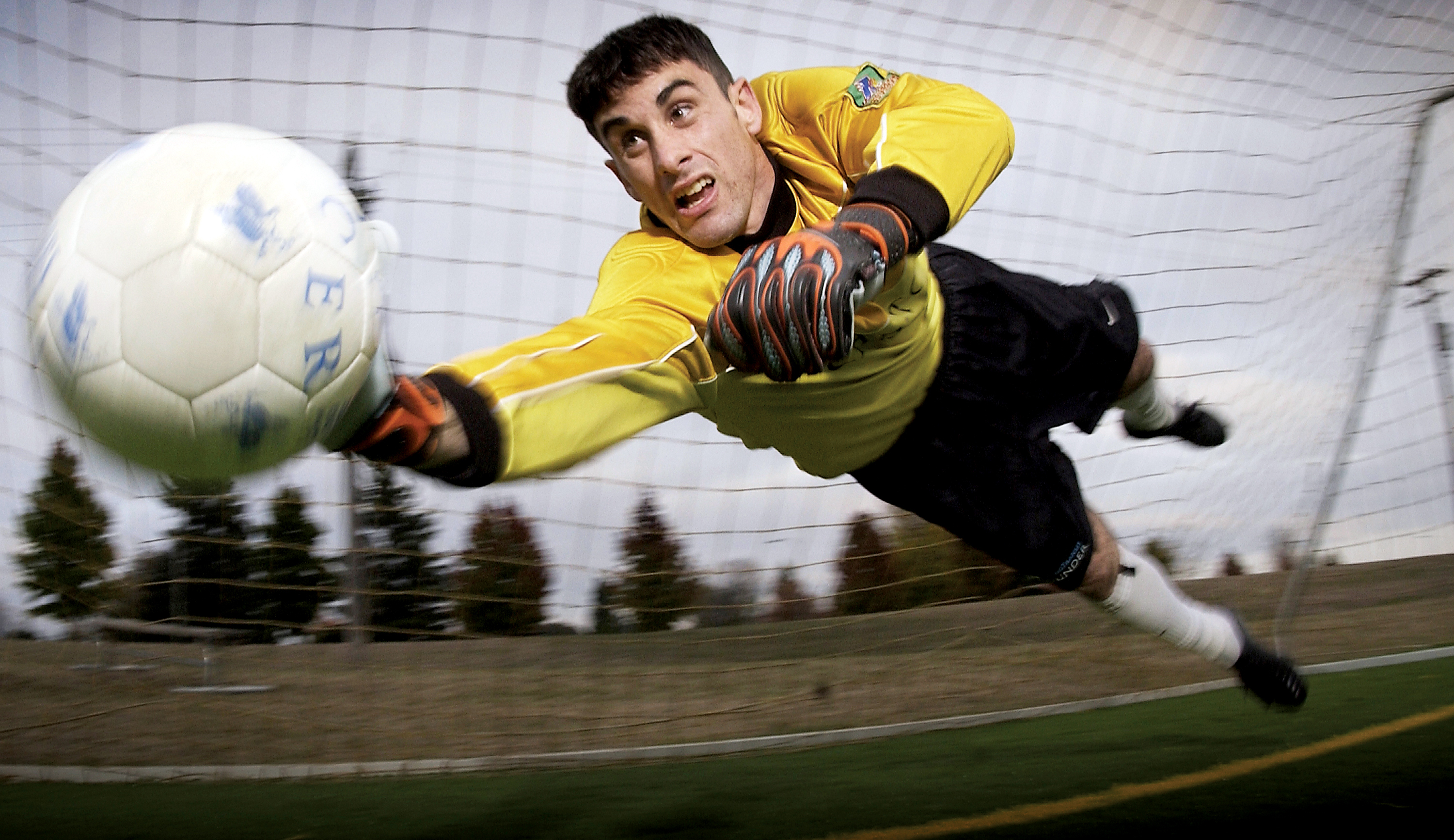
골키퍼가 공을 막기 위해 몸을 날리고 있다.

골키퍼(Goalkeeper)는 축구의 특수 포지션이다. 골키퍼는 주로 상대편의 득점을 직접적으로 막는 수비적 플레이를 하게 된다. 골키퍼는 선수들 중 유일하게 손으로 공을 건드릴 수 있으며, 이 권한은 페널티 에어리어 안으로 제한된다. 따라서, 골키퍼는 심판 및 다른 아웃필드 선수들과의 구별을 위해 다른 유니폼을 착용한다. 골키퍼가 퇴장당하거나 부상으로 경기를 수행할 수 없을 경우엔, 교체로 쓸 다른 골키퍼를 기용하는데, 골키퍼 교체선수가 없거나 더 이상 선수교체를 할 수 없을 경우 아웃필드 선수가 골키퍼 자리를 메워야 한다.
골키퍼의 기본적인 역할이 이렇게 제한되어 있었기 때문에, 사실상 프로축구에서 골키퍼가 다른 포지션을 맡을 수 있었던 경우는 전무했다. 멕시코의 호르헤 캄포스의 경우가 유일한 예외로, 그는 필요한 경우 스트라이커로도 무난하게 활약할 수 있었다. 기술이 좋은 골키퍼는 페널티킥 또는 프리킥 상황에서 직접 차기도 하는데, 의외로 킥 직후 상대편에게 볼을 빼앗겨 골키퍼가 포지션을 되찾지 못하는 경우는 거의 없다. 파라과이의 호세 루이스 칠라베르트 (현재 은퇴), 브라질의  호제리우 세니 콜롬비아의 호세 레네 이기타(현재 은퇴)등은 소속팀과 국가대표팀 등에서 페널티킥과 프리킥 등으로 60골 이상을 득점한 프리킥/페널티킥 스페셜리스트 골키퍼로 유명하다.
골키퍼는 상대편의 슛을 직접 막아야 하기 때문에, 육체적 힘, 신장(身長), 점프력, 판단력, 민첩성, 공중볼 처리능력, 방어 위치선정 능력 등이 골키퍼를 평가하는 기준이 된다. 골키퍼에게는 축구의 기본기인 볼 컨트롤, 태클, 패스, 드리블, 헤딩 등을 특히 요하지는 않지만, 1990년대 초에 생긴 백패스 규정에 따라 골키퍼도 어느 정도의 기본기는 필요하게 됐다

## 수비수 (DF)

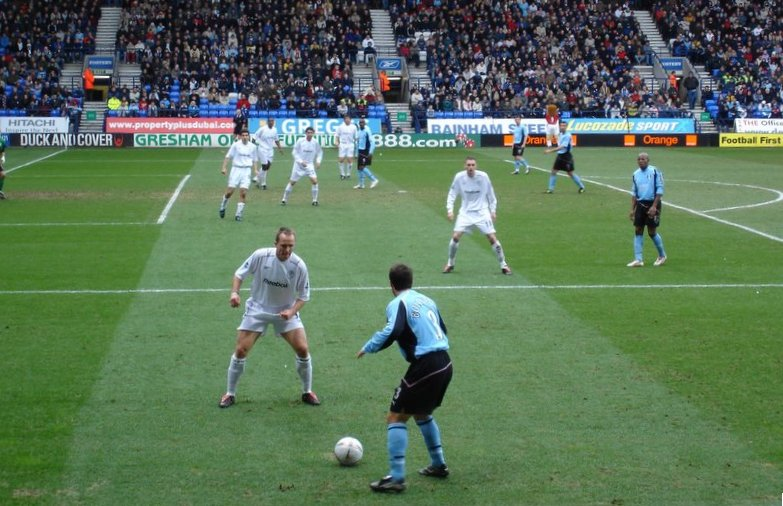
수비수(흰색 유니폼)가 공격수의 공격 전술을 막으려 하고 있다.

수비수(守備手, Defender) 또는 백(back)은 미드필더의 뒤에서 플레이하며 골키퍼를 보조하며, 상대 선수가 골을 넣는 것을 막는 역할을 맡는다. 수비수들은 보통 중앙선 뒤에 남아있는데, 이는 상대 선수의 득점을 용이하게 저지하기 위함이다. 그러나 장신 수비수들은 헤딩 등을 위해 때때로 코너킥이나 프리킥 기회에 전방으로 전진하여 플레이하기도 한다. 현대축구에 있어서 수비수의 개념은 일반적으로 공을 점유하지 않은 팀의 선수들을 의미하는 경우가 많다. 따라서, 포지션상의 수비수를 포함한 미드필더, 공격수도 상대 팀 점유의 공을 빼앗는 입장이 되었을 경우에는 수비수로 분류될 수 있다.

### 센터백 (CB)

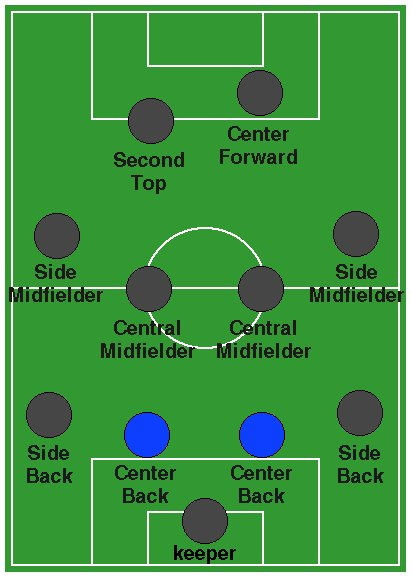
센터백 위치

중앙 수비수(中央守備手, Central defender), 센터 하프(Center-half) 등으로도 불리는 센터백(Center back)의 역할은, 상대편(주로 중앙 공격수, 또는 스트라이커)이 득점하는 것을 직접 저지하고 페널티 에어리어 밖으로 차내는 것이다. 포지션의 이름처럼, 중앙의 수비를 맡는다. 대개의 경우는 두 명의 센터백을 기용하여 골키퍼 앞에 세운다. 센터백에게 지시하는 전술로는, 특정 지역을 전담하는 지역방어와 상대편의 특정 선수를 마크하는 대인방어로 나눌 수 있다.
센터백은 대개 힘이 좋고, 장신이며, 헤더와 태클에 능하다. 경기를 읽는 능력 또한 부가적 장점으로 볼 수 있다. 하급 리그의 센터백들은 일단의 안정성을 위하여 볼 컨트롤과 패스보다는 볼을 걷어내는 것에 주력하는 경우가 많다. 그러나, 전통적으로 센터백으로는 기본기 이상의 실력자들을 기용하는데, 이는 점유상의 우위를 점하는 스타일을 가능케 한다.
이 포지션은 주로 "센터하프"로 불렸다. 많은 팀이 2-3-5 포메이션을 사용하던 20세기 초반부에는 하프백(halfback)으로 불렸다. 포메이션의 발전에 따라, 중앙에 배치된 세 명의 미드필더들이 좀 더 수비 지향적으로 바뀌면서 이름을 공유하게 되었다.

### 스위퍼/리베로 (SW)

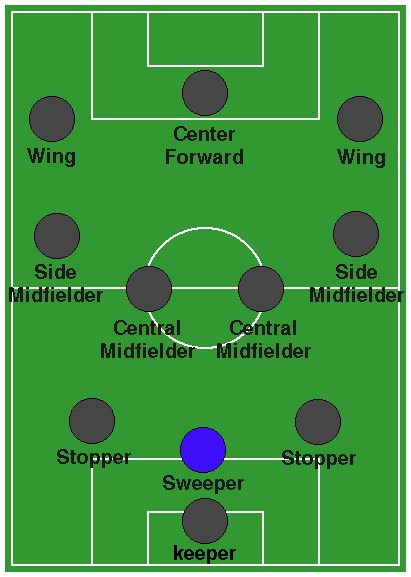
스위퍼 위치

스위퍼(Sweeper)는 말그대로 상대 편의 볼을 쓸어내는(sweep) 역할을 맡으며, 일반 수비수보다 능력있는 센터백이다. 이 포지션은 상대 편의 특정 선수를 마크하는 등의 전형적인 수비수의 역할보다는, 수비수 범위 밖의 유동적인 플레이를 하게 된다. 이 때문에, 이 포지션은 리베로(libero, 이탈리아어로 "자유")라고 부른다. 역습 등의 플레이를 이끌 필요도 있기 때문에, 센터백보다 경기를 읽는 능력이 뛰어나야 한다. 그러나, 대부분의 스위퍼들은 수비 지향적인 선수들이다. 1960년대 이탈리아 축구의 카테나치오에서는 수비만 하는 센터백들을 기용했다.
"리베로"라는 용어는 공격하는 수비수를 의미하는 것이 아니라, 이탈리아어에 있어서 "스위퍼"의 일반 대명사이며, 이 포지션은 다른 (대인방어를 하는) 수비수보다 상대적으로 자유롭다고 하여 붙여진 이름이다.

### 풀백 (FB/LB/RB)

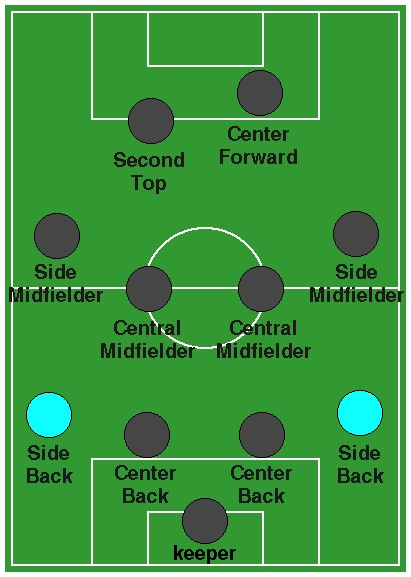
풀백 위치

풀백(Full-back, 側面守備手)은 경기장 측면에서 활동하는 수비수이며, 주로 상대편 선수의 크로스나 돌파를 저지하는 역할을 맡는다. 여러 전술에서 풀백은 상대편의 특정 선수(윙어 등)를 마크하게 된다. 풀백은 또한 공격에 있어서도 윙어에게 공격 루트를 제공하거나 기회를 보아 직접 크로스를 올리는 등 공격적인 플레이를 하는 경우도 많다. "오버랩(overlap)"이라는 용어는 본디 자신의 포지션보다 위로 올라가 플레이하는 것을 이르는데, (주로 수비에 있는) 풀백이 윙어나 미드필더처럼 상대편 진영으로 치고 올라가는 경우에 자주 사용된다.
전통적으로 풀백은 오늘날 센터백의 역할을 맡아왔다. 축구가 발전함에 따라 과거의 센터 하프가 현재의 센터백의 역할을 맡게 되었고, 풀백은 측면으로 이동하여 과거와는 다른 플레이를 하게 되었다. 현대축구의 풀백은 일반적으로 빠르고, 태클에 능하며 경기 내내 측면을 오르내릴 수 있는 체력을 가지고 있다. 측면에서 특정 발을 자주 쓰는 풀백들은 프리킥이나 페널티킥에도 능한 경우가 많다. 현대 풀백의 포지션은 엘레니오 에레라 감독과 자친토 파케티에 의해 만들어졌다. 원래 공격수였던 파케티는 좋은 윙어였지만 감독 에레라는 체격적 요건으로 파켄티를 레프트백으로 이동 기용했다. 파케티는 수비능력을 익힘과 동시에 빠른 발을 이용한 공격적 플레이를 구사하여 성공적인 보직변경이 되었고, 풀백이라는 포지션은 점차 각광받기 시작하였다.

### 윙백 (WB/LWB/RWB)

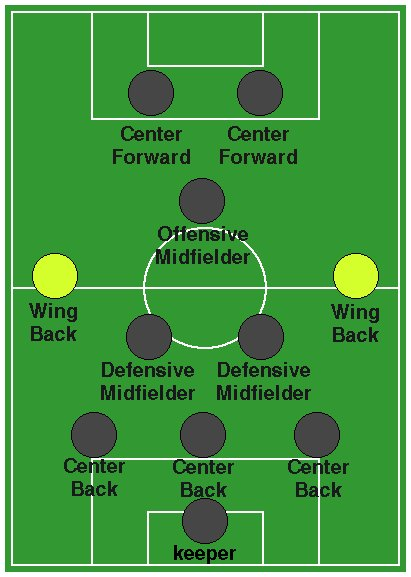
윙백 위치

윙백(Wingback)은 윙어와 풀백의 역할을 겸임하는 포지션이라고도 할 수 있는데, 일반적으로 3-5-2 포메이션에 기용되기 때문에 미드필더로 인식되기도 한다. 윙어와 풀백의 역할을 겸하는 윙백은 측면을 신속히 오르내려야 하기 때문에 체력이 특히 중시된다. 3-5-2 포메이션에서는 3명의 센터백의 지원으로 수비보다는 공격적 플레이를 하게 되는 경우가 많다. (3-5-2 포지션은 경기 중 좌우 윙백의 이동에 따라 5-3-2, 3-5-2로 유동적으로 진형이 바뀌게 된다.

## 미드필더 (MF)

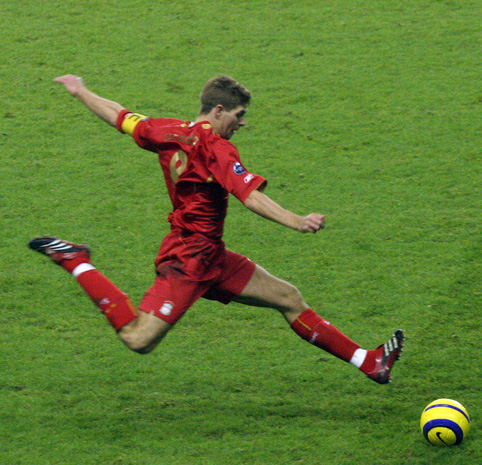
미드필더(리버풀 FC시절의 스티븐 제라드(은퇴))는 공격수와 수비수 사이를 연결하는 역할이다.

미드필더(Midfielder)는 주로 공격수와 수비수 사이에서 뛰는 포지션이다. 미드필더들은 볼의 점유와 탈환, 공격과 수비의 연결 등을 맡는다. 대부분의 감독은 주로 한명 이상의 유능한 중앙 미드필더를 두어 상대편의 공격을 방해함과 동시에 공격을 주도하게 하는 등, 공수에 걸쳐 균등한 임무를 맡긴다. 미드필더들은 여러 위치에서 플레이할 수 있어야 하는데, 이는 경기 중 수비수와 함께 수비를, 공격수와 함께 공격을 해야 하기 때문이다.

### 중앙 미드필더 (CM)

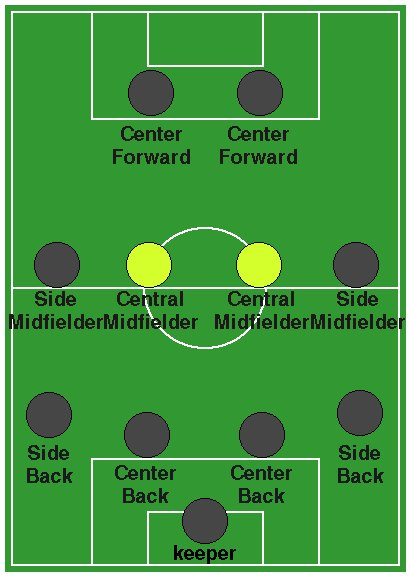
중앙 미드필더 위치

중앙 미드필더(Central midfielder)는 팀의 전술에 따라 여러 역할을 수행한다. 공격과 수비를 연결하는 일을 하며, 상대편이 볼을 점유하고 있을 시에는 수비도 해야 한다. 정중앙의 포지션으로 경기장 전체를 둘러볼 수 있고, 그에 따라 팀의 경기를 주도하는 사령관 역할을 하는 경우도 있다.
중앙 미드필더는 유동적인 플레이를 하며, 패스 능력과 힘을 적절히 갖춘 균형잡힌 선수가 많다. 이 포지션은 흔히 "엔진 룸" , "사령관" 등으로 불린다.
박스-투-박스 미드필더 (Box-to-box)
박스-투-박스(Box-to-box) 유형의 중앙 미드필더는 상대 진영 "박스"에서 아군 진영 "박스"까지 활동하면서 공격과 수비를 한다. 공격과 수비간의 고리 역할을 하기도 하며, 활동량과 체력이 좋으며, 태클과 패스, 슈팅 능력 뛰어나다. 공격과 수비 모두 뛰어난 유형의 미드필더이다.

### 수비형 미드필더 (DM)

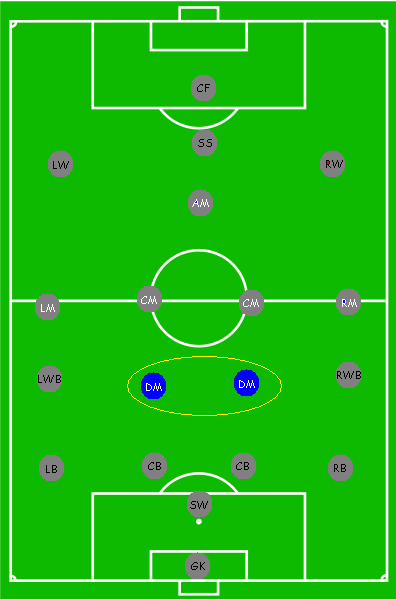
파란색 원으로 두 명의 수비형 미드필더를 표시했다.

수비형 미드필더(Holding midfielder, Defensive midfielder)는 상대편의 공격을 차단하여, 포백을 보호하며, 볼을 배급하는 등 1차 수비 저지선이자 공격의 시발점이다.
딥-라잉 플레이메이커 (Deep-lying playmaker)
패스 능력이 뛰어나며, 중원에서 경기를 조율하고 볼 배급을 담당하는 수비형 미드필더를 가리켜 딥-라잉 플레이메이커(Deep-lying playmaker) 또는 딥-라잉 미드필더라고 부른다. 이탈리아어에서 레지스타로 불리는 딥-라잉 플레이메이커는 경기를 조율하고, 중원을 장악한다. 이들은 넒은 시야와 볼 배급 능력, 패스 능력이 뛰어나다.

### 공격형 미드필더 (AM)

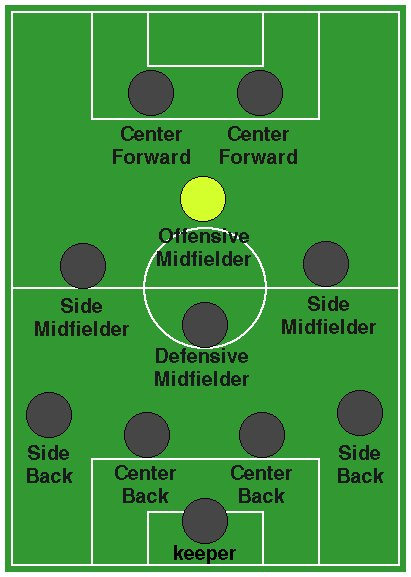
공격형 미드필더 위치

공격형 미드필더(Attacking midfielder)는 미드필드진에서 전진 배치되어, 공격을 이끄는 미드필더로, 주로 스트라이커 아래에 위치한다. 공격형 미드필더들은 팀 공격의 주축 역할을 맡는다. 이 포지션의 선수들은 폭넓은 시야와 개인기를 바탕으로 득점 찬스를 만들어내는 것이 주 임무이다. 공격형 미드필더의 역할을 수행하기 위해서는 기술적 능력과 패스 능력이 좋아야 하며, 상대 수비의 움직임을 읽는 능력과 그것을 통해 상대 수비를 흩뜨러트리는 패스를 할 수 있는 능력 또한 중요시된다.
공격형 미드필더는 능숙한 볼터치, 슈팅 거리, 과감한 패스 등을 하는 포지션으로 잘 알려져 있다. 공격형 미드필더가 좋은 활약을 보이는 경우에는 대개 그 선수는 팀의 간판 선수일 가능성이 높다. 그에 따라 팀에서는 공격형 미드필더의 역량을 극대화시키기 위해 전술적 자유를 주는 경우도 많다. 4-4-2 다이아몬드 전술에서는 공격형과 수비형 미드필더들이 효과적으로 이전의 전형적인 일자형 중앙 미드필더 두명을 대체할 수 있다. 공격형미드필더는 플레이메이커라고도 하는데, 최전방 공격수 뒤에서 공격을 지원하는 역할을 한다.

### 측면 미드필더/윙어 (LM/RM/LW/RW)

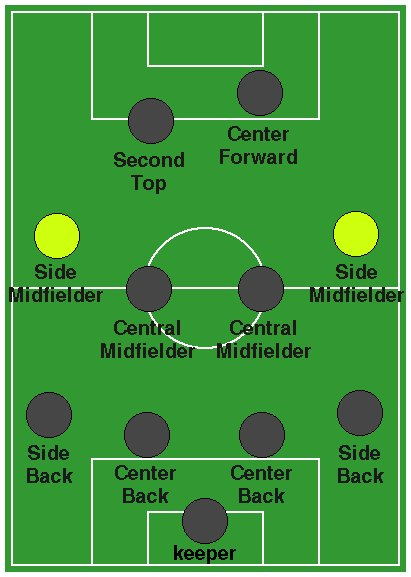
윙어 위치

측면 미드필더(Wide Midfielder) 혹은 윙어(winger)/라고 부르는 이 포지션은 4-4-2, 4-5-1, 4-2-3-1 포메이션에 배치 될때는 보통 미드필더로 분류 된다.(4-3-3, 3-4-3 포메이션에 배치되는 윙어는 보통 공격수로 분류 된다.)
드리블로 상대편의 풀백의 수비를 피해 컷-백이나 크로스를 올리는 것이 윙어의 역할이다. 윙어는 드리블, 스피드, 개인기, 크로스, 패스, 킥력이 뛰어나야한다.
양쪽 측면 넓은 곳에서 상대편의 풀백의 수비를 피해 컷-백이나 크로스를 올리는 것이 윙어의 역할이다. 보통 팀에서 가장 움직임이 빠르고 드리블링 기술이 뛰어난 선수들이 윙어를 맡는다. 대표적으로 긱스, 베컴,  박지성 등이 있다

## 공격수 (FW)

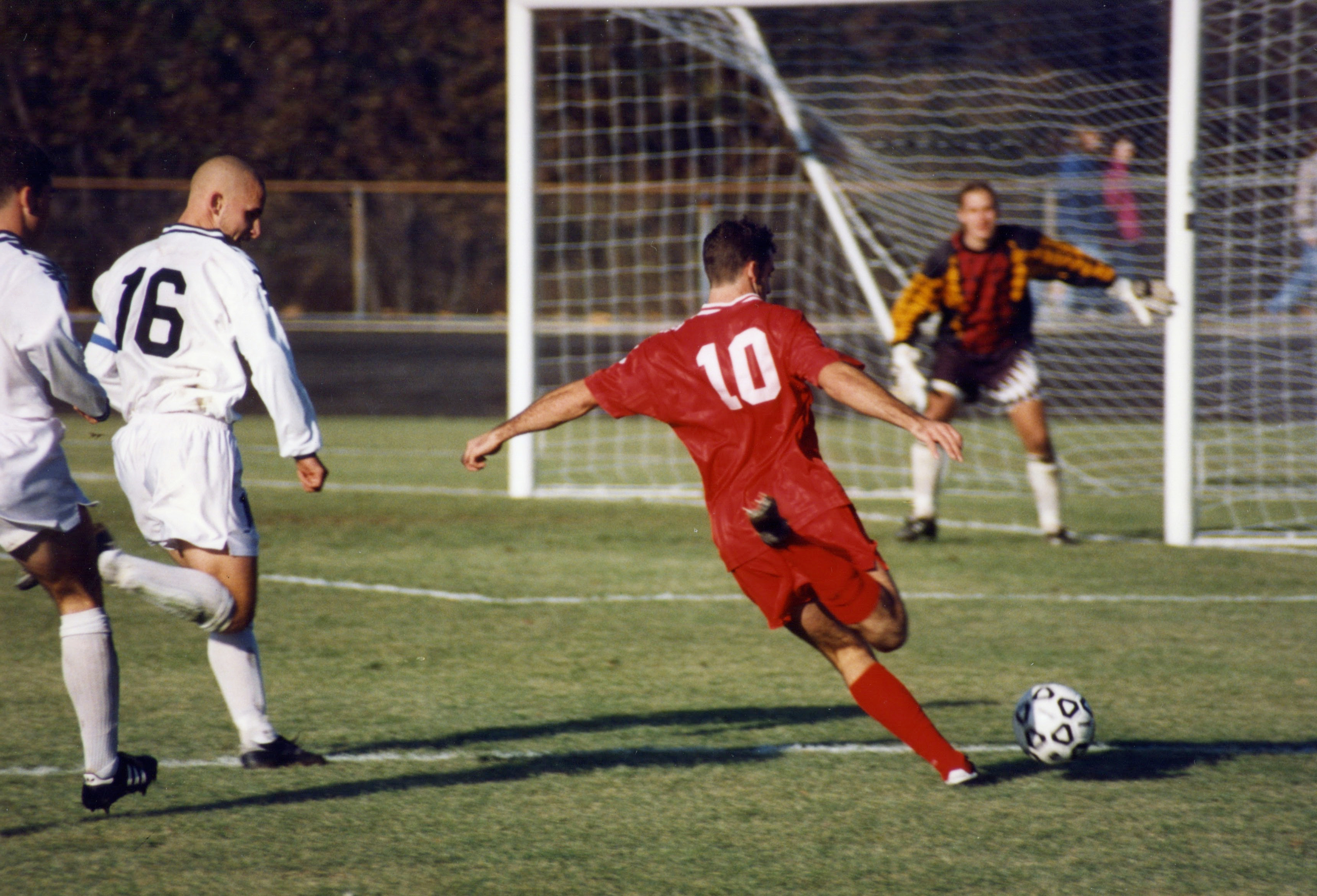
붉은 유니폼의 공격수가 흰색 유니폼의 수비수를 따돌리고 골대를 향한 슛자세에 들어가 있다.

공격수(攻擊手), 포워드(Forward)(또는 스트라이커(Striker)는 상대편 골대에 가장 가까이 위치하는 포지션의 선수를 말한다. 영어에서 어태커(attacker)라는 표현은 스트라이커나 포워드를 지칭하기도 하지만, 현재는 포지션을 막론하고 볼을 가지고 있는 선수를 이르는 표현으로 사용되는 경우가 많다.(한국어에서의 "공격수" 또한 수비하는 자 입장에서는 어떤 포지션의 선수든 막연히 "공격수"라 지칭하기도 한다) 공격수의 가장 기본적인 임무는 득점을 올리는 것이다. 좋은 스트라이커들은 항상 훌륭한 득점능력으로 인정받는다. 또다른 임무로는 동료 선수들의 득점을 도와주는 것과, 볼이나 수비수를 끌고다니며 다른 동료 선수들에게 공간을 마련해주는 것이다. 현대축구에서는 한 명 내지 세 명의 스트라이커를 배치하며, 두 명 정도가 일반적이다(4-4-2 포메이션 등). 대개 다른 포지션의 선수보다 득점이 많기 때문에 팀내에서 가장 유명하고 몸값이 비싼 선수인 경우가 많다.

### 중앙 공격수 (CF)

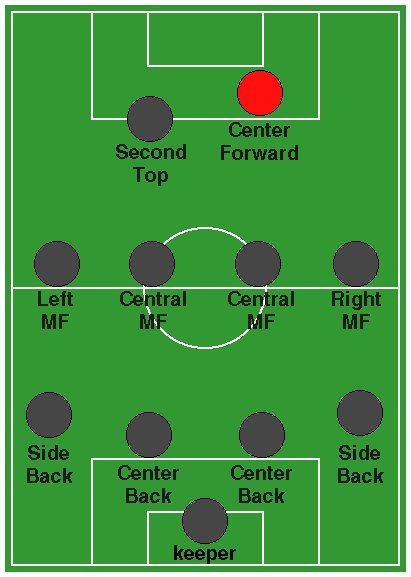
중앙 공격수 위치

스트라이커(Striker)라고도 하는 중앙 공격수(Center forward)의 가장 기본적인 임무는 득점을 하는 것이며, "타겟맨"(target man)이라고도 한다. 이 포지션의 선수는 몸싸움과 헤더, 위치선정, 슈팅 능력이 뛰어나야 하고, 스스로 득점 기회를 만들어 득점하기도 하며, 패스를 받아 득점하기도 한다. 상대 수비수들과 경합하며, 때로는 동료 선수의 숏패스나 롱패스, 크로스를 받아 패스나 헤딩으로 동료에게 연결 해주어 득점을 돕기도 한다. 또한 상대 수비수를 끌고 다니며, 동료 선수들에게 공간을 열어주어 득점 기회를 제공 하고, 동료의 크로스를 헤딩으로 연결하여 득점하기도 하며, 상대 수비수의 뒷공간을 파고들어 오프사이드 트랩을 무너트려 골을 넣기도 한다.

### 세컨드 스트라이커 (SS)

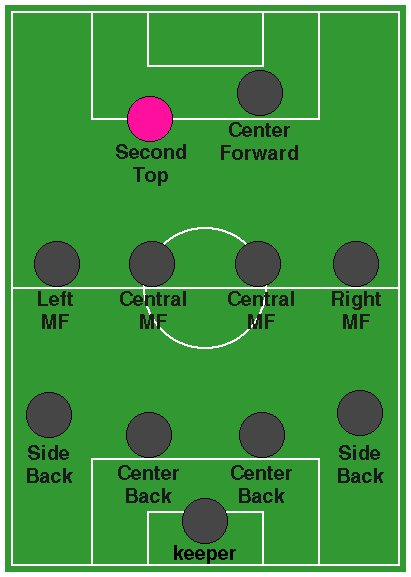
세컨드 스트라이커 위치

세컨드 스트라이커(Second striker)는 전통적인 공격수이기보다는 최전방 공격수와 미드필더 사이에 위치하는 유형의 선수를 가리킨다. 4-4-2,   4-3-1-2, 3-5-2 포메이션에서 투톱 중 한명으로 배치되며, 주로 최전방 공격수를 돕는 역할과 직접 득점하는 역할도 한다. 공격수 역할과 공격형 미드필더의 역할을 두루 소화하며 활약할 수 있어야 한다. 대부분의 세컨드 스트라이커는 기술력이 좋고, 패스 능력, 연계 능력이 우수하다.
이 포지션은 1940년대 후반과 1950년대 중반 헝가리 대표팀의 푸슈카시 페렌츠에 의해 큰 발전을 이루었다. 이후 이탈리아 축구의 "트레콰르티스타(이탈리아어: trequartista)" 전술로 널리 사용되었는데, 이 전술의 특징은 효과적으로 팀의 공격을 이끄는 데 있었다. 이 포지션에 있던 대다수의 선수들은 공격형 미드필더나 윙어로도 활약이 가능했다.
이 포지션의 선수는 직접 득점을 올릴 능력도 있고 득점 찬스를 만들어내는 능력 또한 지닌 공격수이다. 이 포지션의 유명 선수로는 펠레, 지쿠, 로베르토 바조, 에리크 캉토나, 데니스 베르흐캄프, 요한 크라위프 등이 있다.

### 윙어 (LW/RW)

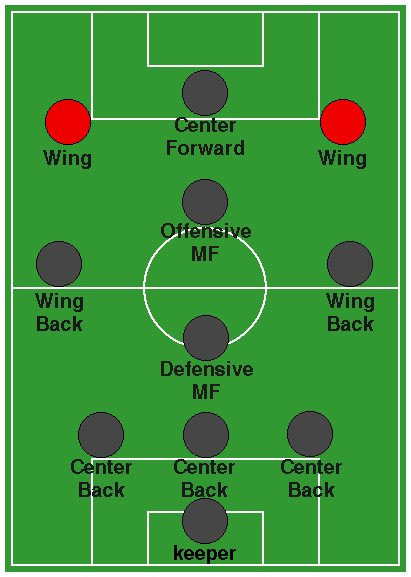
윙어 위치

윙어(Winger)라고 부르는 이 포지션은 4-3-3, 3-4-3 포메이션에 배치 될때는 보통 공격수로 분류 된다.(4-4-2, 4-5-1, 4-2-3-1 등의 포메이션에 배치되는 윙어는 보통 미드필더로 분류 된다.)
드리블 등으로 상대편의 풀백을 공략하며 크로스를 올리는 것을 목적으로 배치된다. 이 포지션의 선수는 드리블 면에서 기술적으로 매우 뛰어난 선수가 많으며, 빠른 속도를 지니고 있는 경우가 많다. 4-3-3, 3-4-3 포메이션에서의 윙어는 전방 공격수 중 좌우 측면에 배치된 공격수를 말한다.
4-3-3이나 3-4-3 포메이션에서의 윙어는 양쪽 측면 넓은 곳에서 상대편의 풀백의 수비를 피해 컷-백이나 크로스를 올리는 역할 뿐만 아니라 공격수로서 중앙으로 침투하여 패스나 직접적인 득점도 필요하다. 윙어는 드리블, 스피드, 개인기, 크로스, 패스, 킥력이 뛰어나며, 또한 측면에 배치된 공격수로서 중앙 침투와 슈팅력, 득점력도 필요 하다. 윙어의 대표 선수는 손흥민 박지성 이영표 등이 있다.

### 폴스 나인 (False 9)
폴스 나인(False9)은 최전방 공격수를 두지 않는 제로톱(Zero-top) 전술에 기용되는 공격수이다. 이들은 2선과 최전방을 넘나들며 상대 수비수를 혼란에 빠트리며 기본적으로 최전방 공격수 보다 후방, 공격수와 미드필더 사이 공간에 배치 된다. 이 부류의 공격수는 최전방에 배치되는 선수는 아니며, 2선과 최전방을 아우르는 움직임을 가지며, 포지션에 구애 받지 않고 자유롭게 움직이는 공격수이다. 상대 수비를 끌고다니며 직접 득점 하거나 어시스트로 동료를 돕고, 빈공간을 파고드는 침투능력과 드리블 능력, 득점력, 패스능력 모두 필요하다.

## 같이 보기
- 축구
- 축구의 포메이션